# Al'Saiqa (Libia)
Las Fuerzas Especiales libias, (árabe:القوات الخاصة الليبية), conocidas como Al-Saiqa (inglés: Relámpago, Rayo, árabe:الصاعقة) es una unidad de élite del Ejército Nacional Libio, formado de una mezcla de paracaidistas, fuerzas paramilitares y comandos.
Esta unidad pro-gubernamental emergió de una milicia en 2010; aun así,  la brigada Al Saiqa ha sido criticada por sus orígenes que se remontan al régimen de Gaddafi: En los 1990s, al-Saiqa ayudaba a suprimir la rebelión del Grupo Islámico Combatiente Libio. Se estima que actualmente tiene aproximadamente 5000 soldados según informes al Ministerio de Defensa.
En 2013, el comandante de Al-Saiqa era el Coronel  Wanes Abu Khamadah.

## Enfrentamientos de Bengasi
Al-Saiqa llegó a la prominencia tras su despliegue en Bengasi en verano de 2013, en un intento por controlar el desorden creciente. Como resultado,  sufrió muchos ataques que causaron la muerte de varios oficiales. La fuerza según se dice es bastante popular en Bengasi, particularmente a la luz de su postura contra el grupo islamista Ansar al-Sharia y porque está visto como símbolo del renacimiento de las fuerzas armadas libias.
La brigada Al-Saiqa según se dice tuvo fricciones con la Fuerza de Escudo de la Libia, una potente milicia sancionada por el gobierno; a pesar de estas fricciones, entre noviembre y diciembre de 2013 el Al-Saiqa la brigada luchó contra la milicia Ansar al-Sharia , padeciendo algunas pérdidas.
Al final de julio de 2014 la Brigada estuvo empujada fuera de su base principal en el distrito Bengasi Buatni por luchadores islamistas del Shura Consejo de Revolucionarios de Bengasi. Un oficial veterano de Saiqa más tarde informó al Heraldo de Libia que Saiqa había tenido pérdidas en Bengasi entre el 21 y 30 julio unos 63 muertos y 200 heridos. Mientras que el oficial estaba inseguro del número de islamistas muerto, reivindicó que fueron docenas.
Para 13 agosto la presencia de Saiqa en Bengasi era casi enteramente limitado al Aeropuerto Benina ; la base de la unidad de helicópteros de la Operación de la Dignidad. Muchos de los comandantes superiores se desviaron para operar fuera del baluarte de la Operación de la Dignidad de Tobruk.